# No Fly List
La No Fly List es una lista, creada y mantenida por el Terrorist Screening Center (TSC) del gobierno federal de Estados Unidos. Comporta los nombres de personas que no son autorizados a subir a bordo de un avión comercial para viajar hacia o desde los Estados Unidos. Estas personas son susceptibles de ser peligrosas y se encuentran pues prohibidas de acceder al territorio estadounidense en avión o de desplazarse dentro de éste, siempre en avión.
La lista ha sido creada después de los atentados del 11 de septiembre de 2001.
En 2011, la lista contenía aproximadamente 10 000 nombres, en 2012 más de 21.000 nombres y en 2013, más de 47.000 nombres.
La lista está criticada para su efecto sobre las libertades civiles y los motivos del procedimiento de inscripción, en parte a causa del riesgo de profilage y de discriminación étnica, religiosa, económica, política o racial. La lista es igualmente sujeta a falsos positivos.